# Northern Railway Colony
Northern Railway Colony è una suddivisione dell'India, classificata come census town, di 29.708 abitanti, situata nel distretto di Kanpur Nagar, nello stato federato dell'Uttar Pradesh.